# NGC 691

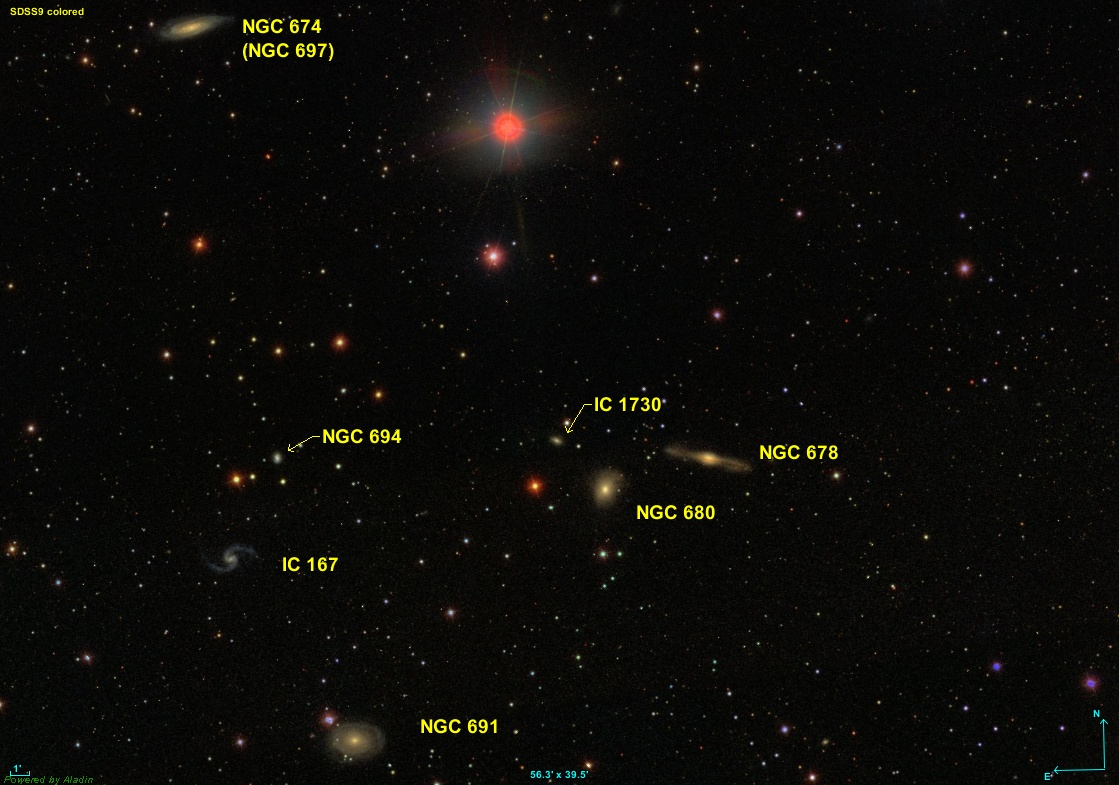
Gruppo di galassie di NGC 691

NGC 691 è una galassia a spirale situata nella costellazione dell'Ariete a 119 milioni di a.l. di distanza. È stata scoperta da William Herschel e, con 118.000 a.l. di diametro, è la più luminosa del gruppo di galassie che porta il suo nome.